# Fryken

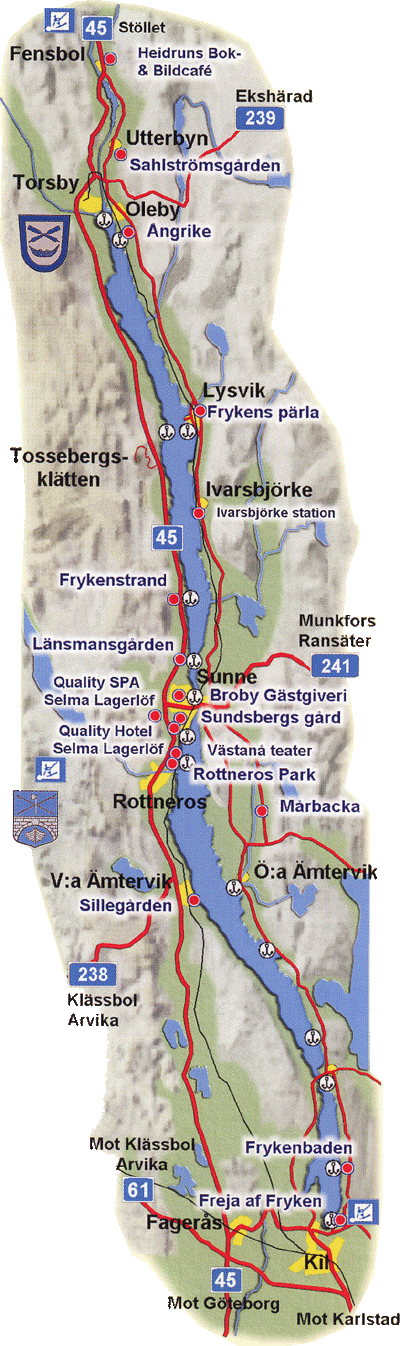
Les lacs Fryken

Fryken désigne un ensemble de trois lacs dans la province du Värmland en Suède.
Ils s'étendent sur près de 80 km, mais la largeur est au maximum de 3 km. La profondeur maximum est de 120 m. La ville de Sunne est implantée au bord du lac.

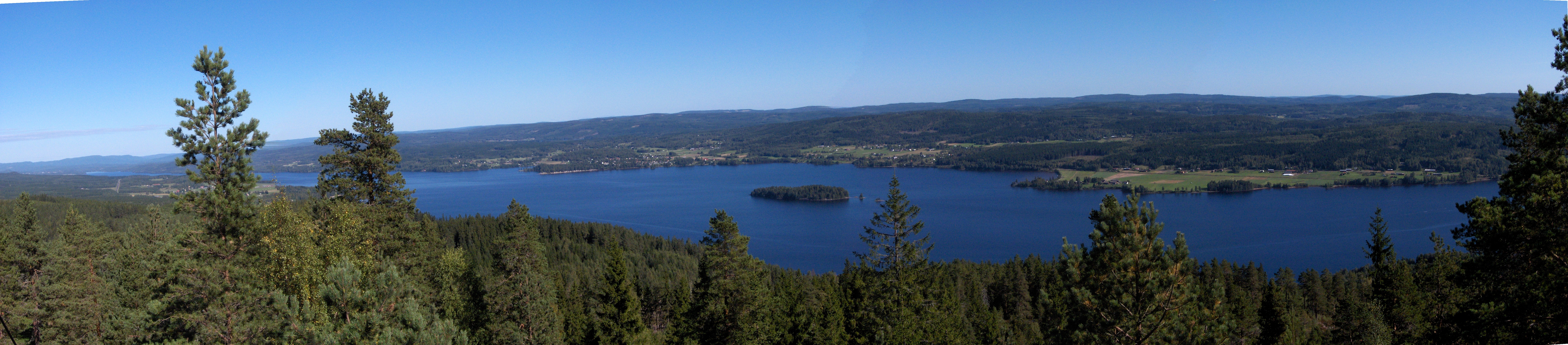
Vue du lac Fryken supérieur